# Ecgberht I de Northúmbria
Ecgberht, (també escrit Egbert) fou un rei de la Northúmbria vikinga, anomenada Jòrvik, que va governar després de l'acord de pau que va seguir la batalla de York del 21 de març del 867.
Segons Simeó de Durham els vikings van nomenar Ecgberht com a rei sota les seves ordres i el seu regnat va durar sis anys sobre el territori més amunt del riu Tyne.
Els historiadors suposen que en realitat la seva funció va ser la de recaptador d'impostos per als vikings i que era descendent d'una de les famílies que abans de l'arribada dels vikings optaven al tron de Northúmbria.
La següent notícia sobre Ecgberht és del 872, quan Simeó diu que: «Els northumbris van fer fora el seu rei Egbert i l'arquebisbe Wulfhere». Finalment s'esmenta que va morir l'any 873, i que el va succeir Ricsige.